# Thomasia tremandroides
Thomasia tremandroides är en malvaväxtart som beskrevs av Paust. Thomasia tremandroides ingår i släktet Thomasia och familjen malvaväxter. Inga underarter finns listade i Catalogue of Life.